# Dimetyletanamid

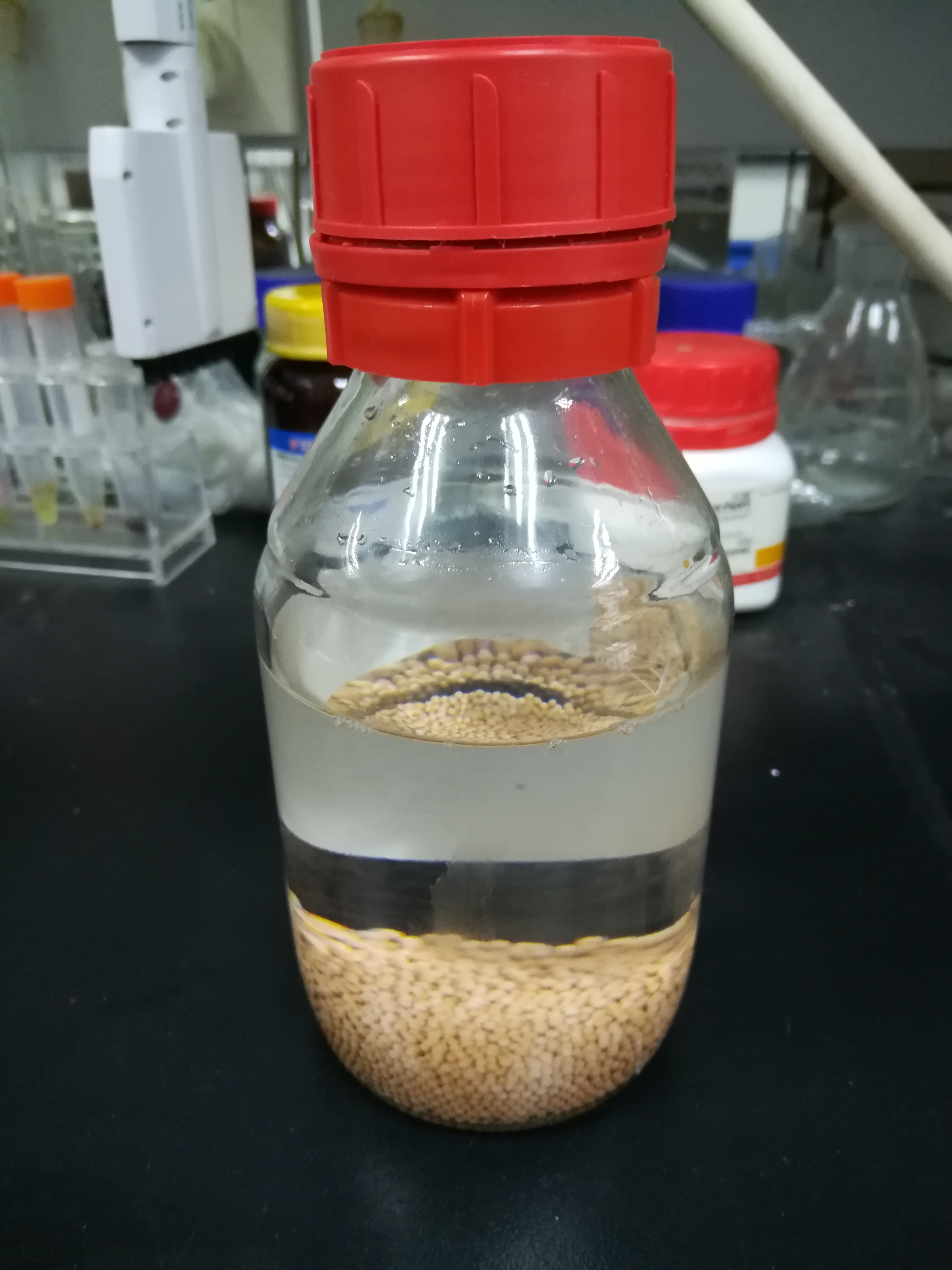

Dimetyletanamid (DMAc or DMA) är en organisk amid med formeln CH3CON(CH3)2.

## Egenskaper
Dimetyletanamid är blandbart med de flesta andra lösningsmedlen, det löser sig dock dåligt i alifatiska kolväten.
De kemiska reaktionerna med dimetyletanamid liknar dem med andra N,N-tvåsubstituerade amider. Ämnet hydrolyseras i närvaro av en syra:
{\displaystyle {\rm {CH_{3}CON(CH_{3})_{2}+H_{2}O+HCl\rightarrow CH_{3}COOH+(CH_{3})_{2}NH_{2}Cl}}}

## Framställning
Dimetyletanamid framställs av ättiksyra (CH3COOH) och dimetylamin ((CH3)2NH).
{\displaystyle {\rm {CH_{3}COOH+(CH_{3})_{2}NH\rightarrow CH_{3}CON(CH_{3})_{2}+H_{2}O}}}

## Användning
Denna färglösa, vattenlösliga vätska med hög kokpunkt används vanligen som ett polärt lösningsmedel inom oganisk kemi. 
Ämnet är också användbart som medium för starka baser så som natriumhydroxid. Dimetyletanamid används vanligen som lösningsmedel för fibrer eller i limindustrin. Ämnet används också vid tillverkning av läkemedel och mjukgörare som ett reaktionsmedium.